# 龍飛鳳舞 (電影)
《龍飛鳳舞》，企劃案名稱為《新明星歌劇團》，2012年台灣電影。是一部劇情片。是由導演王育麟繼《父後七日》後最新賀歲代表作，由《父後七日》原班人馬：王莉雯、陳家祥、吳朋奉、陳泰樺、張嘉年（太保）、張詩盈、王安琪、朱家儀外還有《春美歌劇團》郭春美、蔡柏璋、呂福祿、陳淑芳及演員：王琄、王柏人、李珞晴、周岑頤、郭姿蓉、孫凱琳、朱宏章等人共同演出。

## 演員陣容

### 主要角色
| 演員            | 角色     | 簡介 |
| 郭春美          | 林春梅   | 戲班台柱小生，接連面對父親猝逝與自己的車禍導致腿傷而無法演出，卻又苦苦無法痊癒而傷腦筋。                                         |
| 郭春美          | 莊奇米   | 面容與春梅相似的男子，在志宏的安排下來頂替因腿傷而無法演出的春梅。                                                               |
| 吳朋奉          | 林正義   | 美子長子，因認為歌仔戲沒有出息而離開戲班，但在外頭又沒有成就，且人生更加糟糕，在父親猝逝宇春梅腿傷後回歸戲班，領導團員步入正軌。 |
| 陳淑芳          | 美子     | 阿義與春梅的母親。 |
| 張詩盈          | 張詩影   | 戲班花旦，與阿義有所情愫，與阿義及小晴之間有著複雜的三角關係。                                                                   |
| 張嘉年 （太保） | 林桑     | 廟宇主委，在得知春梅受傷後依然力挺天龍歌仔戲。                                                                                   |
| 陳家祥          | 文祥     | 戲班繪師。 |
| 王莉雯          | 小莉     | 戲班團員，負責戲班服裝。 |
| 朱家儀          | 黃家怡   | 春梅的姪女，與阿泰相戀。 |
| 王安琪          | 安琪     | 戲班團員。 |
| 陳泰樺          | 阿泰     | 家怡男友，服兵役中。 |
| 朱宏章          | 陳志宏   | 春梅的丈夫，在老團長猝逝後，暫代天龍歌仔戲團團長一職，此時又遇到春梅因車禍而始終無法痊癒的腿傷，面臨的問題接踵而來。             |
| 呂福祿          | 林天龍   | 天龍歌仔戲團老團長，因為突然猝逝，使得戲班臨時由志宏與春梅夫妻倆接掌。                                                           |
| 蔡柏璋          | 小岳     | 春梅一人在印度人生地不熟，因緣際會下兩人相識。                                                                                   |
| 王琄            | 林美鳳   | 天龍的妹妹，在外頭另組戲班。 |
| 王柏人          | 柏仁     | 戲班團員，加入戲班就只為了......。                                                                                               |
| 李珞晴          | 邱小晴   | 阿義的元配，在離婚後還是留在戲班，為的就是他一人......。                                                                         |
| 周岑頤          | 小鳳蓮   | 奇米的母親。 |
| 郭姿容          | 凱莉     | 志宏與春梅的女兒。 |
| 孫凱琳          | 凱玲     | 志宏與春梅的女兒。 |
| 毛郁翰          | 林建樺   | 阿義與小晴的兒子。 |
| 蔡力允          | 拋家父親 | |

## 背景歌曲
| 歌曲名稱   | 作詞          | 作曲   | 演唱者 | 備註                     |
| ---------- | ------------- | ------ | ------ | ------------------------ |
| 乘風破浪   | 莊奴          | 陳彼得 | 崔苔菁 | 收錄於《群星會14》專輯   |
| 海誓山盟   | 林煌坤        | 駱明道 | 甄妮   | 收錄於《紅伶少女》專輯   |
| 牽成阮的愛 | 李坤城+王武雄 | 羅大佑 | 鳳飛飛 | 收錄於《想要彈同調》專輯 |
| 好膽你就來 | 阿弟仔        | 阿弟仔 | 張惠妹 | 收錄於《阿密特》專輯     |

## 幕後團隊簡介
- 監製：詹婷怡
- 音效：杜篤之
- 攝影指導：馮信華
- 動畫導演：劉耕名

## 相關連結
- 《龍飛鳳舞》的Facebook專頁
- 電影《龍飛鳳舞》自由影音娛樂網官網
- 春美歌劇團官網 （页面存档备份，存于）
- 春美歌劇團的Facebook專頁
- 開眼電影網上《龍飛鳳舞》的資料（繁體中文）
- 豆瓣电影上《龍飛鳳舞》的資料 （简体中文）
- 香港影庫上《龍飛鳳舞》的資料（繁體中文）
- 互联网电影数据库（IMDb）上《龍飛鳳舞》的资料（英文）